# Yousaf Sohan
Yousaf Sohan (ur. 2 września 1958 w Lajjah) – pakistański duchowny katolicki, biskup Multan od 2023.

## Życiorys
3 lipca 1985 otrzymał święcenia kapłańskie i został inkardynowany do diecezji Multan. Pracował głównie jako duszpasterz parafialny, był też m.in. wikariuszem generalnym diecezji, szefem kilku kurialnych komisji oraz wykładowcą w niższym seminarium w Multan.
9 grudnia 2022 papież Franciszek mianował go biskupem ordynariuszem diecezji Multan. Sakry udzielił mu 2 lutego 2023 nuncjusz apostolski w Pakistanie – arcybiskup Christophe El-Kassis.